# Boysetsfire
Boysetsfire es una banda de post hardcore creada en Delaware, en octubre de 1994. Actualmente está integrada por los guitarristas Chad Istvan y Josh Latshaw, los bajistas Chris Rakus y Robert Ehrenbrand, el baterista Jared Shavelson, y el vocalista Nat Gray. Sus letras frecuentemente aluden a la problemática del capitalismo, con una perspectiva de extrema izquierda.

## Discografía
Álbumes de estudio
- The Day the Sun Went Out (1997, Initial)
- After the Eulogy (2000, Victory)
- Tomorrow Come Today (2003, Wind-up)
- The Misery Index: Notes from the Plague Years (2006, Equal Vision, Burning Heart)
- While a Nation Sleeps... (2013, Bridge Nine, End Hits)
- Boysetsfire (2015, Bridge Nine)

EPs, singles y splits
- Boysetsfire (1994)
- Premonition. Change. Revolt. cassette (1995)
- Consider 7" (1996, Initial)
- Jazz Man's Needle / Boysetsfire split 12" (1996, Conquer The World, Cascade)
- This Crying, This Screaming, My Voice Is Being Born (1997, Magic Bullet, Rosepetal)
- In Chrysalis (1998, Initial)
- Coalesce / Boysetsfire split 7" (1998, Hydra Head)
- Snapcase vs. Boysetsfire split 7" (1999, Equal Vision)
- Crush 'Em All Vol. 1 split 7" con Shai Hulud (2000, Undecided)
- Suckerpunch Training (2000, Join The Team Player)
- Shelter / Boysetsfire split, cassette promocional (2000, Victory)
- Last Year's Nest (2003, Wind-Up)
- Release The Dogs / High Wire Escape Artist (2003, Wind-Up)
- White Wedding Dress (2003, Wind-Up, Epic)
- Requiem (2006, Burning Heart)
- Bled Dry (2013, End Hits, Magic Bullet)
- Did You Forget? (2014, Bridge Nine)
- Funeral for a Friend / I Am Heresy / Boysetsfire split 7" promocional (2013, End Hits, Visions Magazine)
- Funeral for a Friend / Boysetsfire split 7" (2014, End Hits, No Sleep)
- KMPFSPRT / Boysetsfire split 10" (2015, Uncle M)
- Wolf Down / Boysetsfire split 7" (2016, End Hits)

Álbumes compilatorios
- Before the Eulogy (2005, Equal Vision)

Álbumes en vivo
- Live for Today 10" (2002, Equal Vision, Wind-Up)
- Tomorrow Come Today – Live At Lido / Berlin (2015, End Hits)
- After The Eulogy – Live At Lido / Berlin (2015, End Hits)
- Live Chronicles – Berlin 2014 (2015, End Hits)
- The Misery Index – Live At Lido / Berlin (2015, End Hits)

## Videografía
DVD
- Lats Years Fire (2003, Sony)
- Farewell Show (2009)
- 20th Anniversary Live In Berlin (2016, End Hits)

Videos musicales
- "Last Year's Nest" (2003)
- "Dear George" (2005)
- "Requiem" (2006)
- "Bled Dry" (2013)
- "Closure" (2013)
- "Never Said" (2013)
- "One Match" (2015)

## Miembros
| Miembros actuales - Nat Gray – voces, teclados (1994–presente) - Josh Latshaw – guitarras, coros (1994–presente) - Chad Istvan – guitarras, coros (1994–presente) - Robert Ehrenbrand – bajo (2004–2011, 2013–presente) - Chris Rakus – bajo (2013–presente) - Jared Shavelson – batería (2013–presente) | Miembros anteriores - Darrell Hyde – bajo (1994–1999) - Rob Avery – bajo (1999–2004) - Marc Krupanski – bajo (2011–2013) - Matt Krupanski – batería (1994–2013) - Dan Pelic – batería (2013) - Lee Dickerson – guitarras (2013) |